# Euphorbia cayensis
Euphorbia cayensis är en törelväxtart som beskrevs av Charles Frederick Millspaugh. Euphorbia cayensis ingår i släktet törlar, och familjen törelväxter.
Artens utbredningsområde är Bahamas. Inga underarter finns listade i Catalogue of Life.